# Schwarze Schluftwasser
Die Schwarze Schluftwasser (oftmals auch Schwarzes Schluftwasser) ist ein linker Nebenbach der Kalten Bode im sachsen-anhaltischen Landkreis Harz im Harz.
Sie entspringt im Goethemoor am Südhang des Brockens, fließt durch die Schlucht (Schluft) Eckerloch nach Südosten ab, wobei sie noch einige Nebenbäche aufnimmt sowie die Trasse der Brockenbahn und zweimal die Brockenstraße unterquert, und mündet bei den Schluftwiesen in die Kalte Bode.

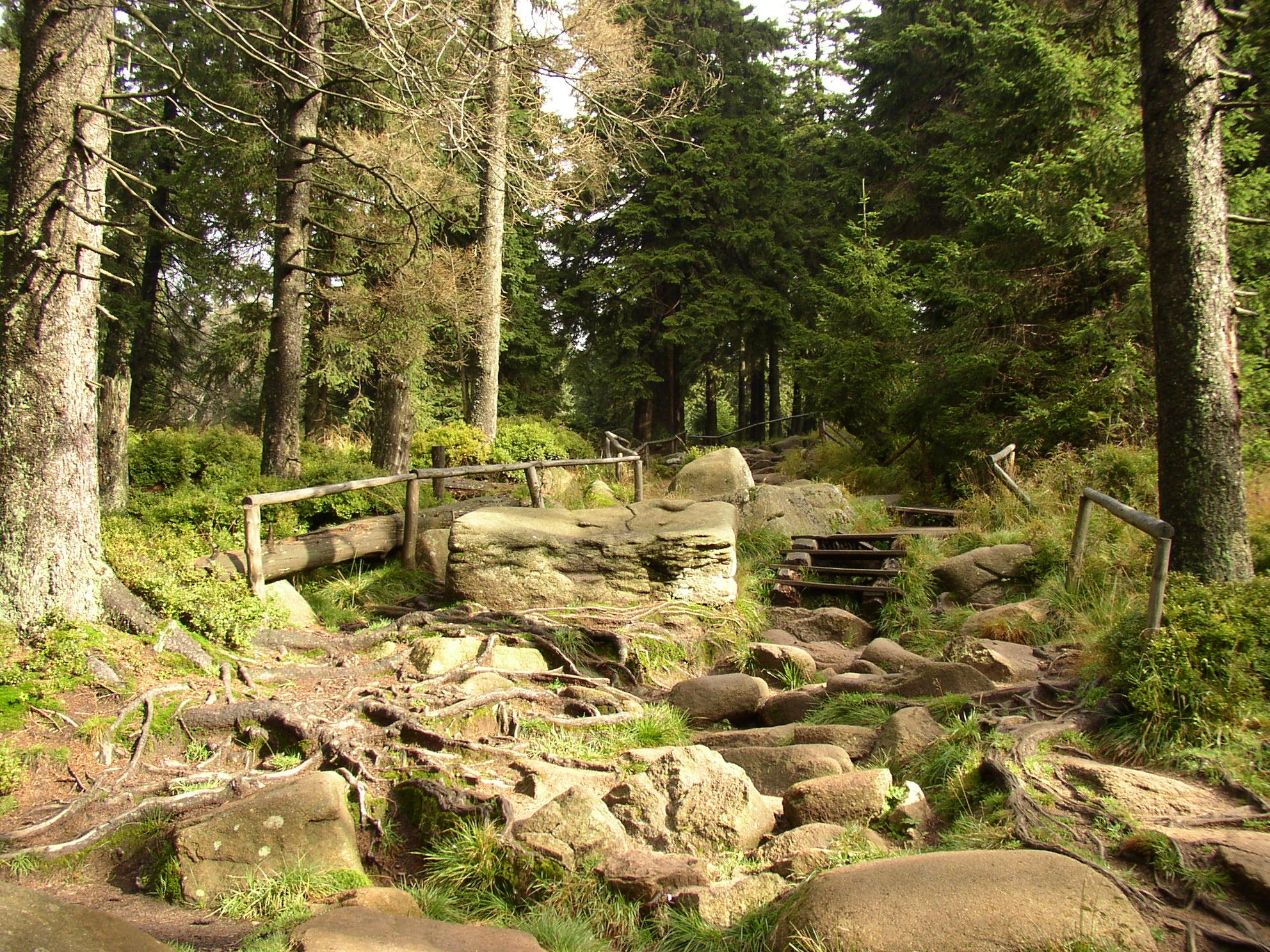
Moderater Abschnitt des Eckerlochstiegs

Entlang des Mittel- und Unterlaufes des Baches führt der Eckerlochstieg, der steilste und anspruchsvollste der heute noch für den Publikumsverkehr des Nationalparks Harz geöffneten Wege zum bzw. vom Brocken.

## Trinkwassergewinnung

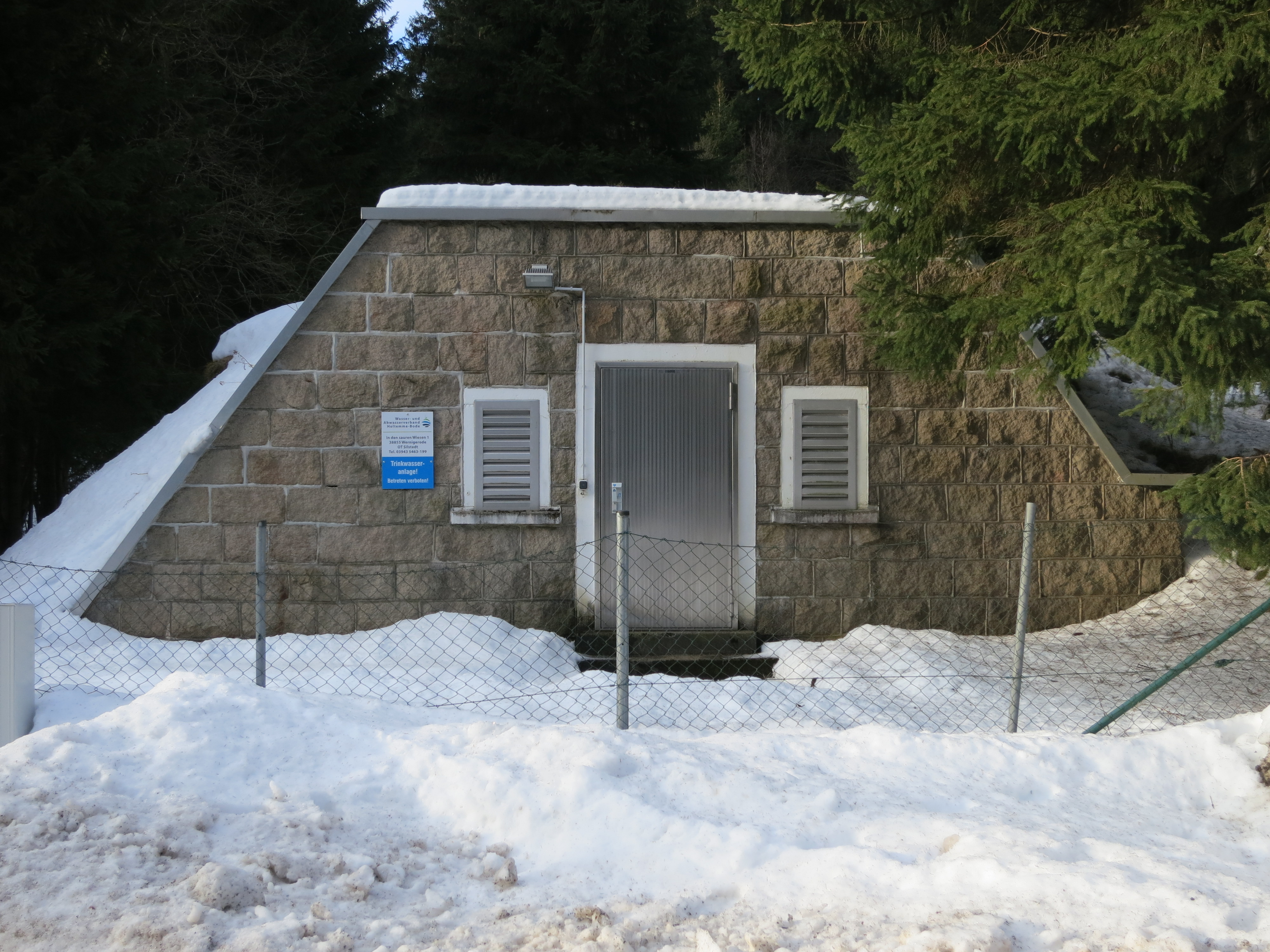
Trinkwasseranlage des Wasserwerks an der Brockenstraße

Oberhalb der Schluftwiesen befindet sich ein vom Wasser- und Abwasserverband Holtemme-Bode betriebenes Wasserwerk.